# Asteroide de tipo C

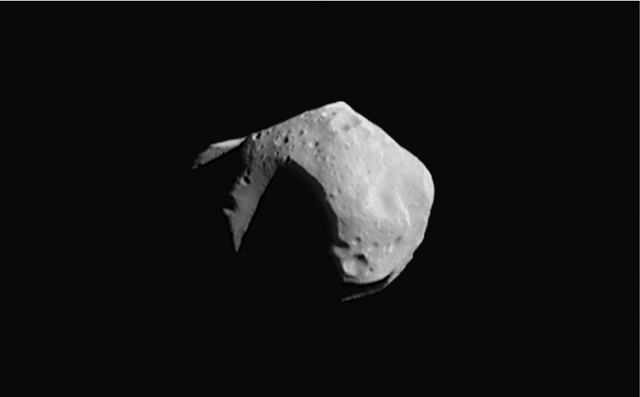
Matilde es un asteroide de tipo C.

Un asteroide de tipo C es un cuerpo menor del sistema solar, del grupo de los asteroides, con un alto contenido carbónico. Es el tipo más común de asteroides y conforman alrededor del 75 % de los conocidos. En el cinturón de asteroides son más comunes en la zona exterior, más allá de las 2.7 UA. En realidad la proporción de asteroides de tipo C podría ser mucho mayor, puesto que son considerablemente más oscuros que la mayoría de los otros tipos de asteroides, a excepción de los de tipo D y otros que solo son comunes en el exterior del cinturón.